# Adolfo Pérez Esquivel

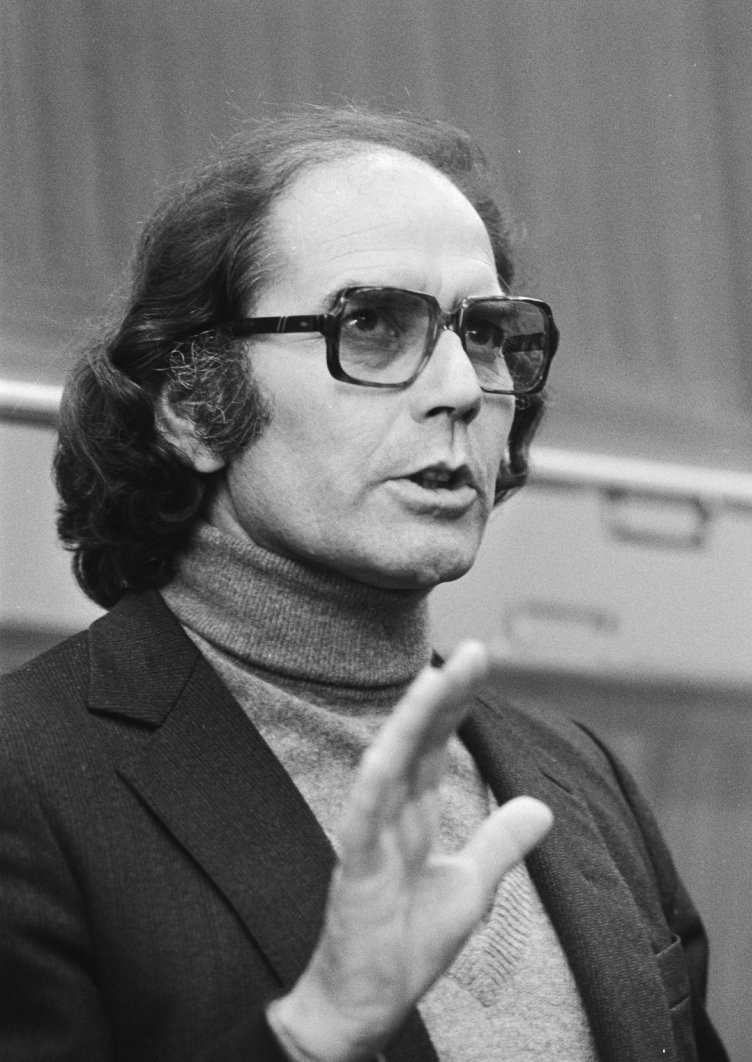
Adolfo Pérez Esquivel 1983

Adolfo Pérez Esquivel, född 26 november 1931 i Buenos Aires, är en argentinsk människorättsaktivist och fredspristagare. Pérez Esquivel startade 1973 tidskriften Paz y Justicia (fred och rättvisa) och en rörelse med samma namn som kritiserade övergreppen i Argentina och Latinamerika. Han arresterades 1977 och hölls fången under 14 månader. År 1980 belönades han med Nobels fredspris, vilket bidrog till att kasta ljus över den argentinska militärdiktaturens övergrepp som beräknas ha krävt drygt 35 000 människors liv.